# Ерика (песен)
„Ерика“ (Auf der Heide blüht ein kleines Blümelein – В пустошта цъфти малко цветенце) е войнишка песен станала марш във въоръжените сили на Нацистка Германия. Създадена е от германския композитор Хермс Нил (Herms Niel, 1888 – 1954) през 1930-те години, когато той членува в Нацистката партия.
Името „Ерика“ е типично женско име в немския, скандинавския и англосаксонския свят, то идва от растението пирен (немски: Erika; латински: Erica), което е сред символите на германското природно богатство. Творбата на Нил често е била смятана за народна песен и особено в годините на Втората световна война е придобила огромна популярност. Заедно с другите му творби – „Edelweiss“, „Rosemarie“, „Hannelore“, както и на немските студентски песни – „Lore, Lore“, „Schwarzbraun ist die Haselnuss“ текстът ѝ е несложен. Изпъстрен е с умалителни (Blümelein – цветенце; Bienelein – пчеличка; Kämmerlein – стаичка; Schätzelein – съкровищенце, Mägdelein – девойчица), но обратите на ритъма са маршови, така характерни за епохата.
Фрагмент от марша „Ерика“ звучи в първия епизод на съветския сериен филм „Седемнадесет мига от пролетта“ (1973). Американският режисьор Стивън Спилбърг я използва в кратка начална сцена от наградения със 7 „Оскар“-а (и за музика) филм „Списъкът на Шиндлер“ (1993).
- Песента има и финска версия – марш „Kaarina“ (Каарина – финска форма на женското име Карина).